# Приморский сельсовет (Оренбургская область)
Приморский сельсовет — сельское поселение в Кваркенском районе Оренбургской области Российской Федерации.
Административный центр — село Приморск.
В 2018 году к Приморскому сельсовету присоединён Таналыкский сельсовет.

## История
9 марта 2005 года в соответствии с законом Оренбургской области № 1900/342-III-ОЗ образовано сельское поселение Приморский сельсовет, установлены границы муниципального образования.

## Население
| 2010 | 2012  | 2013  | 2014  | 2015 | 2016 | 2017 |
| ---- | ----- | ----- | ----- | ---- | ---- | ---- |
| 944  | ↘914  | ↘896  | ↘844  | ↘813 | ↘799 | ↘776 |
| 2018 | 2019  | 2020  | 2021  |      |      |      |
| ↘742 | ↗1131 | ↘1057 | ↘1003 |      |      |      |

## Состав сельского поселения
| № | Населённый пункт | Тип населённого пункта       | Население |
| - | ---------------- | ---------------------------- | --------- |
| 1 | Базарбай         | село                         | 10        |
| 2 | Гоголевка        | село                         | 134       |
| 3 | Горный Ерик      | село                         | 81        |
| 4 | Приморск         | село, административный центр | 719       |
| 5 | Таналык          | село, административный центр | 518       |
| 6 | Чапаевка         | село                         | 74        |